# وليام ديستلر
وليام والاس ديستلر (ولد في 26 أغسطس 1946) هو أستاذ جامعي وإداري.  يشغل حاليا منصب  الرئيس التاسع لـمعهد روتشستر للتكنولوجيا. لايزال يشغل هذا المنصب منذ 1 يوليو 2007 خلفاً لــ ألبرت ج. سيمون.
سابقا، كان ديستلر يشغر منصب رئيس المجلس ونائب الرئيس لشؤون الطلبة في جامعة ماريلاند في كوليدج بارك في الفترة من عام 2001 ميلادية إلى 2007 ميلادية. كما شغل منصب أستاذ الهندسة الكهربائية في كلية الهندسة، وعميد كلية الدراسات العليا (1999-2001 ميلادية)، وعميد كلية الهندسة (1994-1997) في ولاية ماريلاند.
حصل ديستلر على درجة البكالوريوس من معهد ستيفنز للتكنولوجيا في عام 1968 ميلادية، وشهادة الدكتوراه في الفيزياء التطبيقية  من جامعة كورنيل في عام 1972 ميلادية. تتعلق أبحاثه في مواضيع «المصادر عالية الطاقة للموجات الصغرية و تقنيات المسرعات المتقدمة».
في عام 2010 وافق ديتسلر على إنهاء النظام الربعي المتبع تقسيم الفصول الدراسية في الجامعة  وذلك  بتحويل المدرسة إلى نظام فصلي بدايةً في عام 2013 ميلادية. القرار تم بعد ترشيح أغلبية الأعضاء المعنين بالتصويت من أعضاء هيئة التدريس والموظفين داخل الجامعة. تم التصويت بالرفض من قبل كل من كلية العلوم التطبيقية والتكنولوجيا، كلية كيت جليسون للهندسة، كلية المعهد التقني الوطني للصم، وكلية العلوم. 64% من الطلبة المشاركين في الإستطلاع على الإنترنت صوتوا للبقاء على النظام الربعي، في حين أن 18% صوتوا لصالح النظام الفصلي.

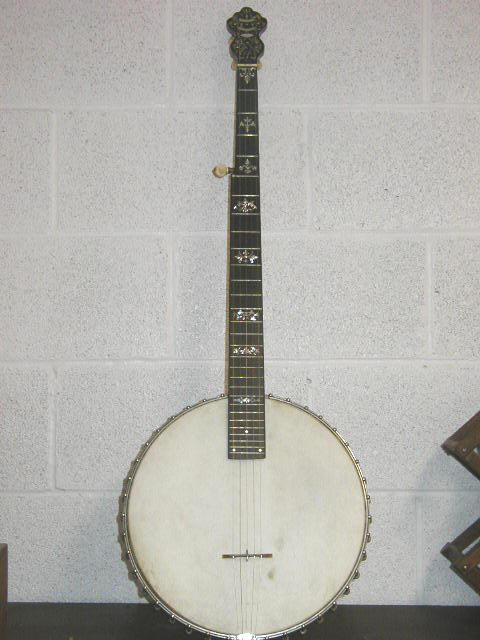
آلة كمنجة بانجو تعود لعام 1902من مجموعة مقتنيات ديستلر
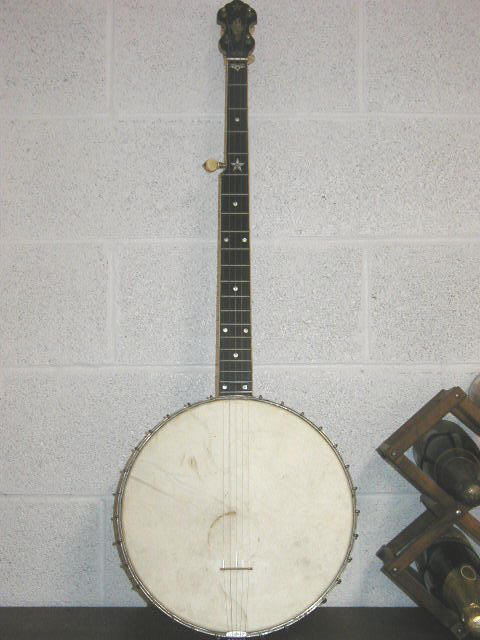
آلة كمنجة بانجو تعود لعام 1903من مجموعة مقتنيات ديستلر

## التقاعد
عن طريق بريد الكتروني عام أُرسل لجميع منسوبي الجامعة، أعلن ديستلر تقاعده من رئاسة جامعة معهد روشيستر للتكنولوجيا ابتداءاً من 30 يونيو في عام 2017 ميلادية. سيخلفه في هذا المنصب الدكتور دايفيد مانسون الأصغر والذي يعمل كعميد كلية روبورت جي. فلاسيك للهندسة في جامعة ميتشيقن حيث خدم لفترتين مدةُ كل واحدةٍ خمسُ سنوات.